# جريموالد من بافاريا
جريموالد (توفي 725) كان دوق بافاريا من حوالي 715 حتى وفاته.
كان أصغر أبناء ثيودو الأربعة وزوجته فولشيد وعم سواناشيلد، الزوجة الثانية لشارل مارتل. في البداية، شارك في الحكم مع إخوانه ثيودبرت، وثيوبالد وتاسيلو الثاني، ثم من حوالي عام 719، بمفرده. قسم والده الإمارة، بعد أن أشرك ولديه الأكبر في الحكم عام 715.
عند وفاة ثيودو عام 716، غرقت الدوقية المقسمة في حرب أهلية وتوفي جميع الإخوة باستثناء جريموالد بحلول عام 719. ليس من المؤكد ما إذا كان تقسيم الدوقية إقليميًا أم مخططًا لتقاسم السلطة، ولكن إذا كان الأول، فيبدو أنه من المرجح أن تكون عاصمة جريموالد إما فريسينج، التي فضلها لاحقًا كمقعد أبرشي، أو سالزبورغ، والتي عاملها لاحقًا على أنها عاصمة من نوع ما.
كان جريموالد هو من حث القديس كوربينيان على القدوم إلى بافاريا عام 724 للتبشير. تزوج جريموالد من أرملة أخيه، بيلترود، وبموجب القانون الكنسي، كان هذا هو سفاح القربى. وسرعان ما استنكر كوربينيان على الدوق الذي تاب بالفعل. لكن ازداد غضبه واضطر كوربينيان إلى الفرار. في العام التالي (725)، سار شارل مارتل ضد بافاريا ومعه بيلترود وسواناشيلد، وقتل جريموالد في المعركة.